# Mohamed Siluvangi
Mohamed Siluvangi (ur. 2 marca 1967 w Kinszasie) – francuski bokser kongijskiego pochodzenia, posiadacz tymczasowego tytułu mistrza Europy (1999) w kategorii półciężkiej.

## Kariera amatorska
W 1991 r. brał udział w rozgrywanych w Kairze igrzyskach afrykańskich, na których wywalczył brązowy medal.
W 1992 r. był uczestnikiem igrzysk olimpijskich. Siluvangi reprezentował Demokratyczną Republikę Konga w kategorii średniej. Odpadł przed ćwierćfinałem, przegrywając z Chrisem Johnsonem.

## Kariera zawodowa
Jako zawodowiec zadebiutował 9 kwietnia 2005 r., zwyciężając w debiucie Franka Wuestenberghsa. Po kilkunastu wygranych pojedynkach rywalem Siluvangi był Ole Klemetesen. Reprezentant Francji zwyciężył jednogłośnie na punkty, zdobywając pas WBC International w kategorii półciężkiej. 26 września 1998 r. zmierzył się z Crawfordem Ashleyem w walce o mistrzostwo Europy w kategorii półciężkiej. Po dwunastu rundach, jednogłośnie na punkty zwyciężył Ashley, który obronił tytuł.
19 czerwca 1999 r., Siluvangi zmierzył się z Philippem Michelem w walce o tymczasowe mistrzostwo Europy w kategorii półciężkiej. Federacja EBU wyznaczyła pretendentów do walki o tymczasowy tytuł ponieważ Clinton Woods musiał pauzować z powodu kontuzji. Na punkty zwyciężył Siluvangi, który zdobył tymczasowy tytuł. W kolejnym pojedynku zmierzył się z Juanem Gómezem w walce o mistrzostwo świata WBC w kategorii junior ciężkiej. Siluvangi przegrał przez techniczny nokaut w 2. rundzie. Siluvangi stoczył jeszcze 14. pojedynków, z których wygrał zaledwie 2. Ostatni raz walczył 24 lutego 2003 r.